# Александров, Владимир Петрович (бобслеист)
Влади́мир Петро́вич Алекса́ндров (7 февраля 1958, Ильино, Псковская область) — советский бобслеист, разгоняющий, выступавший за сборную СССР в 1980-х годах. Будучи членом красноярского спортивного общества «Динамо», принимал участие в зимних Олимпийских играх 1984 года в Сараево и выиграл бронзу, ставшую первой медалью олимпийского достоинства в истории советского бобслея. Чемпион СССР и Европы, заслуженный мастер спорта России.

## Биография
Владимир Александров родился 7 февраля 1958 года в деревне Ильино, Псковская область. После окончания школы в 1975 году уехал учиться в Красноярский государственный педагогический институт на факультете физического воспитания, окончив его в 1980 году, остался жить в Красноярске. 
Уже во время учёбы активно занимался лёгкой атлетикой, кандидат в мастера спорта по метанию копья. В 1981 году пошёл служить в армию и там заинтересовался бобслеем, решил попробовать себя в этом виде спорта, показал неплохие результаты и попал в качестве разгоняющего в молодёжную сборную СССР. 
В 1982 году стал полноправным членом главной национальной команды, удостоился бронзовой медали чемпионата СССР по бобслею, в 1983-м повторил это достижение.
С 1984 года выступал в составе команды пилота Зинтиса Экманиса, вместе они одержали победу на чемпионате СССР, завоевали бронзу на чемпионате Европы и поехали защищать честь страны на Олимпийские игры в Сараево. Там в программе двухместных экипажей завоевали бронзовые медали, которые стали первыми для СССР в бобслее. Разгоняемая Александровым четвёрка прошла по льду менее успешно, приехав лишь двенадцатой.
Дальнейшие успехи спортсмена связаны с пилотом Янисом Кипурсом, с которым в 1985 году было завоёвано золото европейского первенства в швейцарском Санкт-Морице, за период 1985—1987 они три раза подряд становились бронзовыми призёрами чемпионатов СССР, а в 1987 году пополнили медальную коллекцию серебром чемпионата Европы. Впоследствии Кипурс стал выступать с разгоняющим Владимиром Козловым, а Александров принял решение завершить карьеру бобслеиста.
Покинув большой спорт, Александров работал главным тренером СДЮШОР санно-бобслейного спорта Крайспорткомитета, в начале 1990-х стал главным тренером красноярской команды по американскому футболу «Сибирские медведи». С 2001 года по настоящее время Александров — тренер по физической подготовке регбийного клуба «Красный Яр». За большой вклад в развитие физической культуры и спорта в городе Красноярске, за пропаганду активного и здорового образа жизни среди подрастающего поколения награждён Благодарственными письмами и Почетными грамотами Главного управления администрации города, Главы города Красноярска, губернатора Красноярского края. Отмечен государственными наградами — медалью «За трудовое отличие», медалью «80 лет Госкомспорту». За пропаганду олимпийского движения в 2007 году награждён Почётным знаком олимпийского комитета «За заслуги в развитии Олимпийского движения в России». Женат, есть сын.